# سارافان تابستانه

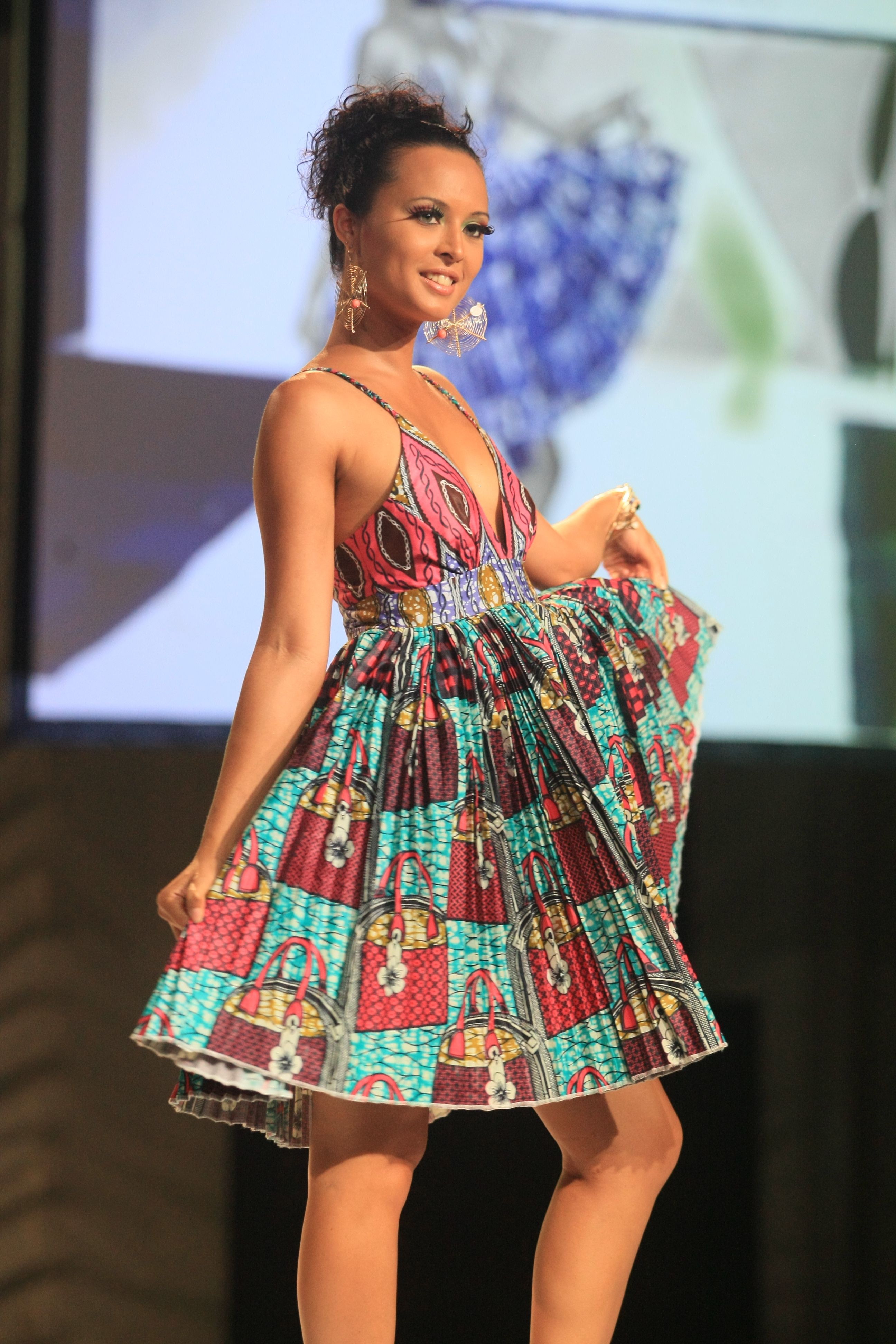
یک مدل که سارافون تابستانه را در یک نمایش مد پوشیده‌است

سارافون تابستانه (به انگلیسی: sundress) یک لباس طراحی شده برای پوشیدن در آب و هوای گرم است. یک لباس غیررسمی بوده و معمولاً از جنس پنبه است و سرشانه آن شل می‌باشد. معمولاً اتصالات سست است. سارافون تابستانه در دهه ۱۹۶۰ میلادی توسط لیلی پولیتزر طراح آمریکایی عمومیت پیدا نمود.

## سبک‌های امروزی
سارافون تابستانه راحت‌تر از دامن و بلوز یا انواع دیگر لباس‌ها است. سارافون تابستانه مدل‌های مختلفی دارد از جمله پشت باز، دارای زیپجانبی، دارای زیپ جلو، دارای دکمه‌هایپشت و غیره.